# یوتی‌سی ۳:۳۰-

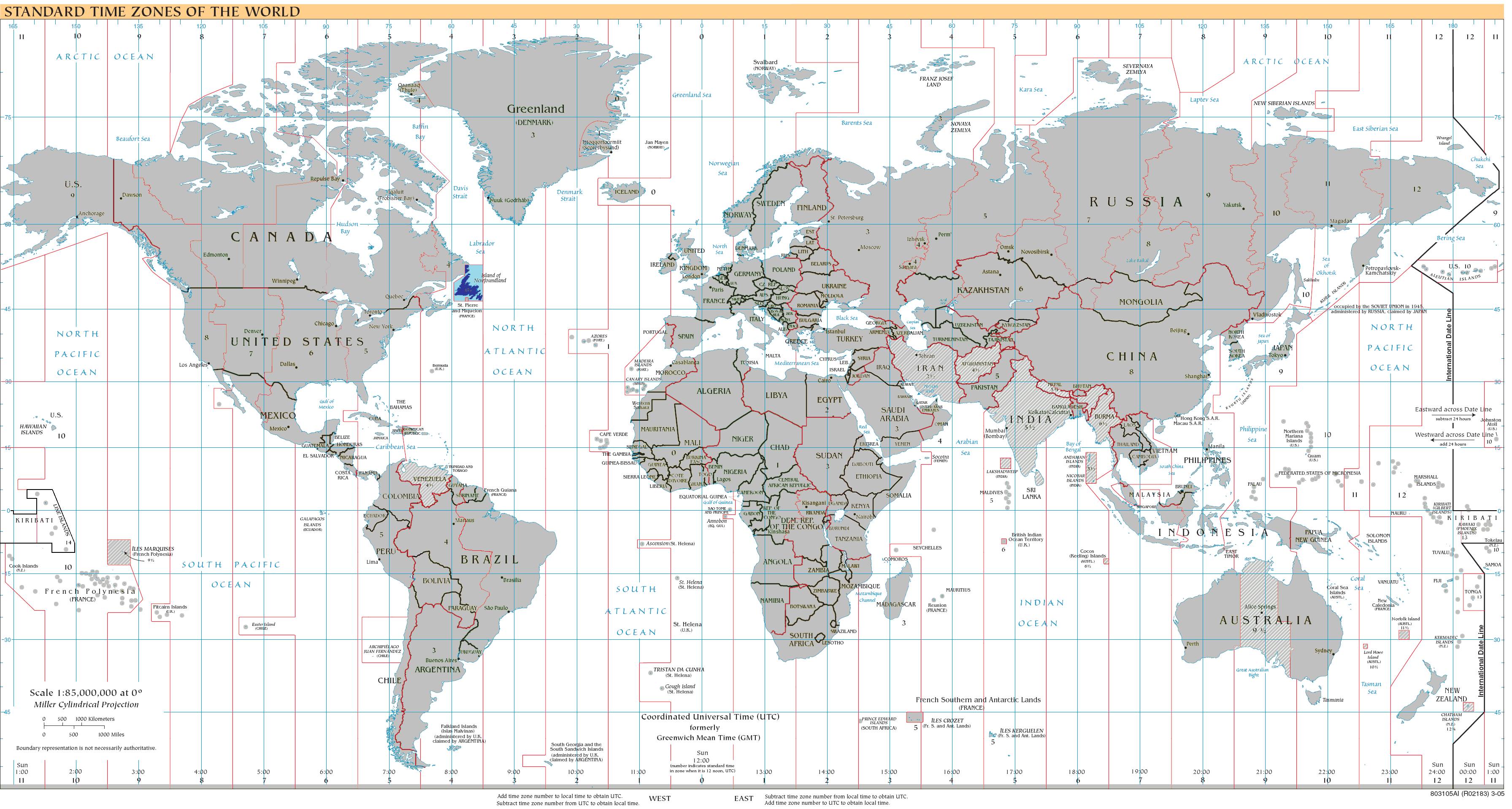
UTC−03:30: آبی (دسامبر), نارنجی (ژوئن), زرد (تمام سال), آبی روشن - محدوده دریا

هم‌اکنون زمان‌بندی گرینویچ منفی ۳:۳۰- (به انگلیسی: UTC−03:30) برای اندازه گیری زمان کاربرد دارد.
(به انگلیسی: UTC−03:30) فقط در کانادا و در زمان تابستانه استفاده نمی‌شود.

## زمان رسمی نیمکره شمالی
- زمان در کانادا (NST—منطقه زمانی نیوفاندلند)
  - نیوفاندلند و لابرادور
    - لابلادر (شمال شرق),
    - نیوفاندلند (جزیره)